# NGC 2394
NGC 2394 é um aglomerado aberto na direção da constelação de Canis Minor. O objeto foi descoberto pelo astrônomo William Herschel em 1785, usando um telescópio refletor com abertura de 18,6 polegadas.